# 千曲警察署
千曲警察署（ちくまけいさつしょ）は、長野県警察が管轄する警察署の一つである。以前の名称は更埴警察署であった。

## 所在地
- 長野県千曲市大字粟佐1548番地1

## 管轄区域
- 千曲市
- 埴科郡
  - 坂城町

## 交番
- 千曲市屋代駅前交番（千曲市小島）
- 千曲市戸倉・上山田交番（千曲市磯部）
- 坂城町交番

## 警察官駐在所
- 千曲市森・倉科警察官駐在所（千曲市倉科）
- 千曲市西部警察官駐在所（千曲市稲荷山）